# Miyagi Baseball Stadium
O Miyagi Baseball Stadium (atualmente Rakuten Mobile Park Miyagi) é um estádio de beisebol localizado em Sendai, no Japão, foi inaugurado em 1950, tem capacidade para 23.000 espectadores, é a casa do time Tohoku Rakuten Golden Eagles da NPB.